# Kreolina
Kreolina (łac. Creolinum), saprol – emulsja krezoli ze smoły pogazowej z mydłami żywicznymi. Ciemnobrunatna, gęsta ciecz o nieprzyjemnej, intensywnej i przenikliwej woni. Preparat opracowany przez Williama Pearsona w XIX wieku.
Znalazł zastosowanie głównie w weterynarii jako silny środek odkażający. Także do dezynfekcji pomieszczeń, podłóg, dołów kloacznych. Bywał stosowany jako środek dezynfekcyjny w szpitalach. Stężenia pozaustrojowe 2-10% (emulsje). Ponadto może być stosowany w lecznictwie u ludzi – jako składowa recepturowych maści przeciwświerzbowych (5-10%).

## Preparaty
- Creolinum 1 kg – surowiec farmaceutyczny do receptury aptecznej / A.C.E.F. Sp.a. (Włochy)